# 住友金屬礦山

住友金屬礦山（日语：／ Sumitomo kinzoku kōzan）是住友集團的下屬非鐵金屬企業，曾經營住友發展基礎的別子銅山和世界前列的金礦菱刈礦山。該公司是住友集團廣報委員會，以及白水會的成員之一，亦是日經平均指數和TOPIX Large70的構成公司之一。

## 外部連結
- 住友金属鉱山株式会社公式サイト （页面存档备份，存于）
- 住友グループ広報委員会公式サイト （页面存档备份，存于）